# Umm Nahad
Umm Nahad (in arabo أم نهد ‎?), nota anche come Madinat Hind, è una comunità dell'Emirato di Dubai, negli Emirati Arabi Uniti. Amministrativamente fa parte del Settore 9 e si trova nella zona centrale di Dubai.

## Territorio
Il territorio della comunità occupa una superficie di 83,9 km² che si sviluppa in un'area non urbana nella zona centrale di Dubai, all'interno del quadrante formato dalla Emirates Road (E 611) a nord-ovest, dalla Dubai Al Ain Road (E 66) a nord-est, dalla Lehbab Road (E 77) a sud-est e dalla Al Qudra Street (D 63) a sud-ovest.
Umm Nahad è suddivisa in quattro comunità:
- Umm Nahad First (codice comunità 911), detta anche Madinat Hind 1, nella zona settentrionale;
- Umm Nahad Second (codice comunità 912), detta anche Madinat Hind 2, nella zona occidentale;
- Umm Nahad Third (codice comunità 913), detta anche Madinat Hind 3, nella zona orientale;
- Umm Nahad Fourth (codice comunità 914), detta anche Madinat Hind 4, nella zona meridionale.

Gran parte del territorio è desertico e gli insediamenti sono concentrati in poche aree specifiche:
- Dubai Outlet Mall. È un centro commerciale che si trova nella zona nord della comunità, lungo la Dubai Al Ain Road. Dispone di una galleria d'arte, diversi punti di ristorazione e negozi di marca. Fra questi Burberry, Calvin Klein, Giuseppe Zanotti, Mont Blanc, Levi's Strauss e Lamborghini.[5]

- Hamdan Sports Complex. È una arena sportiva polivalente in grado di ospitare fino a 15.000 spettatori. Si trova nella zona nord-occidentale della comunità presso la Emirates Road.[6] È stato sede di importanti manifestazioni sportive internazionali fra cui:
  - Campionati mondiali di nuoto in vasca corta del 2010;
  - Campionato mondiale maschile under 23 di pallavolo 2015;
  - Campionati mondiali di karate 2021;
  - le gare di nuoto dei Giochi olimpici speciali del 2019 ad Abu Dhabi.

Un altro interessante punto di riferimento della comunità è costituito dalla fattoria Camelicious in cui vengono allevati cammelli per la produzione di latte e altri prodotti caseari.
Oltre ai suddetti insediamenti civili nell'area si trova anche l'importante base militare di Al Minhad gestita dalla Aeronautica militare degli Emirati Arabi Uniti. La base è stata utilizzata da diverse nazioni occidentali nell'ambito delle operazioni contro lo stato islamico, ed in particolare dall'Australian Defence Force, dal Canadian Armed Forces e dalle forze armate britanniche.
L'area non è attualmente servita dalla Metropolitana di Dubai. Esistono tuttavia due linee di superficie (bus 66 e 67) che percorrono la Dubai Al Ain Road ed hanno alcune fermate nella comunità fra cui una presso il Dubai Outlet Mall. Esiste inoltre un'altra linea che percorre il complesso di Damac Hills 2 e lo collega alla fermata della linea rossa della metropolitana di Mall of the Emirates.